# Контроль птиц
Контро́ль птиц (англ. birdcontrol) — регуляция численности птиц, снижение численности птиц, отпугивание птиц, борьба с птицами, защита от птиц, уничтожение птиц.
При этом цель уничтожения или сокращения численности ставится редко, основная задача - снижения вреда до приемлемого уровня, благодаря высокой мобильности птиц по сравнению с другими животными снижение вреда без снижения численности обычно достижимо.
Близкий по значению, но более специализированный термин «деавизация» вошел в обиход сравнительно недавно с подачи Института пест-менеджмета. Его смысловой диапазон несколько уже, чем «контроль птиц» поскольку этот термин появился как попытка заполнить брешь в цепочке: «дератизация» — «дезинсекция» — «дезинфекция», терминах, традиционно относящихся к службам санитарно-эпидемиологического контроля.
Контроль птиц предполагает возможные мероприятия по увеличению или уменьшению численности популяций, а также по различным формам мониторинга состояния популяций птиц. Иногда этот термин используют для обозначения оценки состояния поголовья птиц на птицефабриках в смысле «контроль качества птиц», «контроль болезней птиц» и т. д.
Методы контроля птиц используют различные подходы к воздействию на птиц с необходимым результатом. Существует целый арсенал методов отпугивания птиц от объекта, смысл которых — снижение качества места для птиц. Это различные противоприсадные средства, акустические и визуальные отпугиватели, хищники и различные их имитации и т. д. Для увеличения численности птиц служат различные методы повышения привлекательности местообитания для птиц: подкормка, создание убежищ, мест для гнездования.
Из летальных методов применяются отлов и отстрел (в России для этого необходимо включить вид в список охотничьих), авициды (в России запрещено). Массовый отлов и авициды дают обычно лишь кратковременное снижение численности, поэтому бесполезны в долгосрочной перспективе, отстрел способен вызвать у птиц избегание данного места (и, следовательно, может решить проблему вреда без существенного уменьшения общей численности).